# Hall of Fame Tennis Championships 1993
L'Hall of Fame Tennis Championships 1993 è stato un torneo di tennis giocato sull'erba. È stata la 18ª edizione dell'Hall of Fame Tennis Championships, che fa parte della categoria World Series nell'ambito dell'ATP Tour 1993. Si è giocato all'International Tennis Hall of Fame di Newport negli Stati Uniti, dal 5 all'11 luglio 1993.

## Campioni

### Singolare
Greg Rusedski ha battuto in finale  Javier Frana con il punteggio di 7–5, 6(7)–7, 7–6(5)

### Doppio
Javier Frana /  Christo van Rensburg hanno battuto in finale  Byron Black /  Jim Pugh con il punteggio di 4–6, 6–1, 7–6